# Theresa Geller
Theresa Geller es una investigadora vinculada al Grupo de Investigación Beatrice Bain de la Universidad de California, Berkeley, y anteriormente fue profesora en el Grinnell College. Es la autora  del libro The X-Files, publicado por la Wayne State University Press dentro de su colección TV Milestones. Su trabajo se centra en teoría cinematográfica, teoría literaria y estudios de género. Sus áreas de investigación incluyen historia del cine y estética, medios de comunicación, teoría queer, estudios culturales y posmodernidad. Ha publicado en las revistas American Quarterly, Velvet Light Trap, Senses of Cinema, Rhizomes y Biography, y tiene capítulos en antologías académicas como Gender After Lyotard y East Asian Cinemas: Exploring Transnational Connections on Film. Su trabajo actual investiga las posibilidades subversivas de las obras cinematográficas y de televisión sobre cuestiones de género. Geller se graduó en Lengua Inglesa y Estudios sobre las Mujeres en la Universidad de California en Santa Cruz, y posteriormente hizo un máster en Lengua Inglesa en la Universidad de Illinois en Urbana-Champaign. También tiene titulaciones sobre Teoría Cinematográfica, Estudios de Género y sobre las Mujeres, y Teoría Crítica e Interpretativa. Obtuvo su doctorado en la Universidad Rutgers.